# Zaburzenia afektywne
Zaburzenia afektywne, zaburzenia nastroju – grupa zaburzeń endogennych, w których okresowo występują zaburzenia nastroju, emocji i aktywności. Zaburzenia te mogą się przejawiać występowaniem zespołów depresyjnych, hipomaniakalnych i maniakalnych oraz stanów mieszanych.

## Podział zaburzeń nastroju
Podział zaburzeń nastroju według klasyfikacji ICD-10:
- F30 – Epizod maniakalny
- F31 – Zaburzenia afektywne dwubiegunowe ChAD I i ChAD II
- F32 – Epizod depresyjny
- F33 – Zaburzenia depresyjne nawracające (zaburzenie afektywne jednobiegunowe[1])
- F34 – Uporczywe zaburzenia nastroju (afektywne)
  - F34.0 – Cyklotymia
  - F34.1 – Dystymia
- F38 – Inne zaburzenia nastroju (afektywne)
- F39 – Zaburzenia nastroju (afektywne) nieokreślone

Poza klasyfikacją ICD-10 wyróżnia się również sezonowe zaburzenie afektywne.

## Epidemiologia
Ryzyko zachorowania na zaburzenie nastroju w ciągu życia wynosi:
- zaburzenie afektywne jednobiegunowe: 10-25% (kobiety), 5-12% (mężczyźni)
- zaburzenie afektywne dwubiegunowe: 1%
- cyklotymia: 0,5-1%
- dystymia: 3-6%

## Klasyfikacja ICD10
| kod ICD10   | nazwa choroby                                |
| ----------- | -------------------------------------------- |
| ICD-10: F30 | Epizod maniakalny                            |
| ICD-10: F31 | Zaburzenia afektywne dwubiegunowe            |
| ICD-10: F32 | Epizod depresyjny                            |
| ICD-10: F33 | Zaburzenia depresyjne nawracające            |
| ICD-10: F34 | Uporczywe zaburzenia nastroju (afektywne)    |
| ICD-10: F38 | Inne zaburzenia nastroju (afektywne)         |
| ICD-10: F39 | Zaburzenia nastroju (afektywne) nieokreślone |